# 小頭短臂鰨
小頭短臂鰨為輻鰭魚綱鰈形目鰨亞目鰨科的其中一種，為熱帶海水魚，分布於東大西洋區，從直布羅陀至安哥拉北部海域，棲息深度10-460公尺，體長可達20公分，棲息在沙底質大陸棚底層水域，以底棲生物為食，生活習性不明，可作為食用魚。

## 扩展阅读
維基物種上的相關：小頭短臂鰨